# サイモン・ブラウン
サイモン・ブラウン（Simon Brown、1963年8月15日 - ）は、ジャマイカの男性プロボクサー。ミドルセックス郡クラレンドン教区出身。元IBF・WBC世界ウェルター級統一王者。元WBC世界スーパーウェルター級王者。世界2階級制覇王者。鋭いフックを持ち一撃で相手をなぎ倒した。中でもテリー・ノリスとの2度に渡る死闘は有名で中でも第1戦では右フック一撃で絶対王者だったノリスに初めてのカウンテッドアウトで葬ったり、ウェルター級王座統一戦では一撃逆転でWBC王座を吸収するなどウェルター級とスーパーウェルター級で最強の座に就いた。

## 来歴
1982年2月16日、プロデビューを果たし4回判定勝ちで白星でデビューを飾った。
1985年11月22日、後のWBA世界ウェルター級王者、WBC世界ウェルター級王者で、当時のUSBA全米ウェルター級王者マーロン・スターリングと対戦し12回1-2(113-115、112-116、116-112)の判定負けで王座獲得に失敗した。
1988年4月23日、ロイド・ハニガンの剥奪で空位になったIBF世界ウェルター級王座決定戦をタイロン・トリスと行い14回2分29秒TKO勝ちで王座獲得に成功した。
1988年7月16日、元WBC世界ウェルター級王者ホルヘ・バカと対戦しダウンを6度奪う一方的な試合で3回2分5秒TKO勝ちで初防衛に成功した。
1988年10月14日、マウロ・マルテリと対戦し12回3-0(115-113、2者が120-108)の判定勝ちで2度目の防衛に成功した。
1989年2月18日、ホルヘ・メイソネットと対戦し3回2分1秒TKO勝ちで3度目の防衛に成功した。
1989年4月27日、アル・ロングと対戦し7回2分48秒KO勝ちで4度目の防衛に成功した。
1989年9月20日、ボビー・ジョー・ヤングと対戦し2回2分39秒KO勝ちで5度目の防衛に成功した。
1989年11月9日、後のWBC世界スーパーウェルター級王者ルイス・サンタナと対戦し12回3-0(119-110、120-108、120-105)の判定勝ちで6度目の防衛に成功した。
1990年4月1日、タイロン・トリスと王座決定戦以来の再戦を行い10回51秒TKO勝ちで7度目の防衛に成功した。
1991年3月18日、WBC世界ウェルター級王者モーリス・ブロッカーと対戦し10回2分10秒逆転TKO勝ちでIBF王座は8度目の防衛とWBC王座獲得に成功した。
王座統一戦後の1991年5月7日、IBF世界ウェルター級王座を返上した。
1991年11月29日、元IBF世界スーパーライト級王者ジェームス・マクガートと対戦し12回0-3(108-119,2者が110-117)の判定負けで初防衛に失敗し王座から陥落した。
1993年12月18日、WBC世界スーパーウェルター級王者テリー・ノリスと対戦。試合前の下馬評は圧倒的にノリス有利だったが4回に右フック一撃でノリスにキャリア初のカウンテッドアウトを聞かせ試合終了。4回1分6秒KO勝ちで2階級制覇を達成した。
1994年1月29日、MGMグランド・ガーデン・アリーナでトロイ・ウォータースと対戦し12回2-0(116-112、118-111、114-114)の判定勝ちで初防衛に成功した。
1994年5月7日、MGMグランド・ガーデン・アリーナでテリー・ノリスと2回目の対戦を行い12回0-3(109-118、111-117、112-116)の判定負けで2度目の防衛に失敗し王座から陥落した。
1995年4月29日、IBF世界スーパーウェルター級王者ビンセント・ペットウェイと対戦しキャリア初のカウンテッドアウト負けとなる6回2分7秒逆転KO負けを喫しWBCに続く王座獲得に失敗した。
1996年8月30日、WBO世界ミドル級王者ロニー・ブラッドリーと対戦し12回0-3(2者が111-117、113-117)の判定負けで3階級制覇に失敗した。
1998年1月31日、IBF世界ミドル級王者バーナード・ホプキンスと対戦し6回開始早々に痛烈なダウンを奪われて最後はフック多用で攻め込まれてレフェリーストップ。6回1分TKO負けでまたしても3階級制覇に失敗した。
2000年1月8日、オマール・シェイカと対戦し8回0-3(72-80、72-79、73-78)の判定負けを最後に現役を引退した。

## 獲得タイトル
- IBF世界ウェルター級王座（防衛8⇒返上）
- WBC世界ウェルター級王座（防衛0）
- WBC世界スーパーウェルター級王座（防衛1）